# Station Dudelange-Ville
Station Dudelange-Ville (Luxemburgs: Gare Diddeleng-Staadt ) is een spoorwegstation in de plaats en gemeente Dudelange in Luxemburg.
Het station ligt aan lijn 6b, (Bettembourg - Volmerange-les-Mines). Het wordt beheerd door de Luxemburgse vervoerder CFL.

## Treindienst
| Serie   | Treinsoort             | Route                                                | Bijzonderheden             |
| ------- | ---------------------- | ---------------------------------------------------- | -------------------------- |
| RE 6500 | Regional-Express (CFL) | Luxemburg – Dudelange-Ville – Volmerange-les-Mines   | Rijdt alleen op werkdagen. |
| RB 6000 | Regionalbahn (CFL)     | Bettembourg – Dudelange-Ville – Dudelange-Usines     | Rijdt alleen op zondag.    |
| RB 6100 | Regionalbahn (CFL)     | Bettembourg – Dudelange-Ville – Volmerange-les-Mines | Rijdt niet op zondag.      |

CFL Lijn 6 en 6a:
Luxemburg · Luxembourg-Howald · Howald · Fentange · Berchem · Bettembourg · Noertzange · Schifflange · Esch-sur-Alzette · Belval-Université · Belval-Lycée · Belval-Rédange · Belvaux-Soleuvre · Oberkorn · Differdange · Niederkorn · Pétange · Lamadeleine · Rodange 

CFL Lijn 6b: Bettembourg · Dudelange-Burange · Dudelange-Ville · Dudelange-Centre · Dudelange-Usines · Volmerange-les-Mines

CFL Lijn 6c: Noertzange · Kayl · Tétange · Rumelange · Rumelange-Ottange

CFL Lijn 6e: Esch-sur-Alzette · La Hoehl · Audun-le-Tiche
Zie ook: CFL Lijn 1 · CFL Lijn 2 · CFL Lijn 3 · CFL Lijn 4 · CFL Lijn 5 · CFL Lijn 7